# Mongoloraphidia (Usbekoraphidia) turkestanica
Mongoloraphidia (Usbekoraphidia) turkestanica is een kameelhalsvliegensoort uit de familie van de Raphidiidae. De soort komt voor in Oezbekistan.
Mongoloraphidia (Usbekoraphidia) turkestanica werd voor het eerst wetenschappelijk beschreven door H. Aspöck et al. in 1968.